# دون فرانكلين
دون فرانكلين (بالإنجليزية: Don Franklin)‏ مواليد 14 ديسمبر 1960 في شيكاغو، هو ممثل أمريكي بدأ مسيرته الفنية سنة 1976.

## الأعمال
- عرض كوسبي
- مكان ما في الزمن
- غيرلفريندز
- المقاطعة
- سي إس آي: ميامي
- إن سي آي إس

## روابط خارجية
- دون فرانكلين على موقع IMDb (الإنجليزية)
- دون فرانكلين على موقع ألو سيني (الفرنسية)
- دون فرانكلين على موقع أول موفي (الإنجليزية)
- دون فرانكلين على موقع قاعدة بيانات الأفلام السويدية (السويدية)
- دون فرانكلين على موقع إن إن دي بي (الإنجليزية)
- دون فرانكلين على موقع قاعدة بيانات الفيلم (الإنجليزية)
- دون فرانكلين على موقع كينوبويسك (الروسية)